# Norddorf auf Amrum
Norddorf auf Amrum település Németországban, Schleswig-Holstein tartományban, Amrum szigeten. Lakosainak száma 562 fő (2023. december 31.).

## Népesség
A település népességének változása:
| Lakosok száma | 779  | 563  | 566  | 545  | 545  | 584  | 563  | 562  |
|               | 1975 | 2015 | 2017 | 2018 | 2019 | 2021 | 2022 | 2023 |

## Turizmus
Szálláshelyeken eltöltött vendégéjszakák tekintetében 474.237 vendégéjszakával (2012) Schleswig-Holstein tíz legnépszerűbb települése között.